# Chœurs du Nouveau Monde
 (décembre 2021).
Les Chœurs du Nouveau Monde sont un ensemble de chorales situées à Montréal au Québec et dirigées par Grégory Charles qui a quitté son poste de directeur musical des Petits chanteurs de Laval et des Voix boréales au début de la saison 2005-2006, lesquels faisaient également partie des Chœurs du Nouveau Monde. C'est Philippe Ostiguy qui le remplace aujourd'hui.
Il comprenait notamment les « Petits chanteurs de Laval », les « Voix Boréales » et anciennement, l'ensemble « I Coristi » sous la direction de Sylvain Cooke, le « chœur Gospel de Laval » sous la direction de Grégory Charles, le « Collège vocal » sous la direction de Grégory Charles. Aujourd'hui les Chœurs du Nouveau Monde comprennent Le « Collège Vocal, le « Club vocal» un petit chœur d'enfants de 8 à 17 ans, la « Société chorale du Québec », un chœur d'adulte dont le répertoire va du symphonique au populaire, et qui est également le chœur en résidence au Mondial Loto-Québec de Laval, et enfin, le « New world gospel choir » qui remplace le défunt « Chœur Gospel de Laval ».
Les Chœurs du Nouveau Monde font plusieurs activités pendant l'année, notamment plus d'une cinquantaine de concert dont leur concert annuel de Noël, une apparition à la Saint-Jean au Centre de la nature, et des concerts corporatifs. Ils font aussi des évènements spéciaux comme des voyages en Europe (surtout la France), en Amérique (États-Unis et Canada), et en Asie (notamment le Japon). Les Chœurs ont aussi droit à un camp de musique chaque année en août.
Les Chœurs du Nouveau Monde chantent entre autres de la musique sacrée et classique, de même que de la musique populaire. Dans leurs récents concerts, ils ont interprété le Requiem de Wolfgang Amadeus Mozart avec l'orchestre symphonique de Laval, et se préparent à chanter le Magnificat de John Rutter pour leur concert de Noël. En outre, ils ont aussi un répertoire de celtique, de Gospel, des hymnes africains, du populaire québécois et même You Shook Me All Night Long du groupe de hard rock AC/DC.